# Championnats du monde de patinage artistique 1978
Navigation
Mondiaux 1977 Mondiaux 1979
Les championnats du monde de patinage artistique 1978 ont lieu du 7 au 12 mars 1978 au centre municipal d'Ottawa au Canada.
Le canadien Vern Taylor réalise le premier triple axel en compétition.
La soviétique Irina Rodnina remporte son 10e titre mondial de la catégorie des couples artistiques, record qui n'a jamais été égalé jusqu'à présent. Elle a obtenu quatre titres avec Alexeï Oulanov et six titres avec Aleksandr Zaïtsev.

## Qualifications
Les patineurs sont éligibles à l'épreuve s'ils représentent une nation membre de l'Union internationale de patinage (International Skating Union en anglais). Les fédérations nationales sélectionnent leurs patineurs en fonction de leurs propres critères.
Sur la base des résultats des championnats du monde 1977, l'Union internationale de patinage autorise chaque pays à avoir de une à trois inscriptions par discipline. 

## Podiums
| Épreuves                            | Or                                        | Argent                             | Bronze                            |
| ----------------------------------- | ----------------------------------------- | ---------------------------------- | --------------------------------- |
| Messieurs résultats détaillés       | Charles Tickner                           | Jan Hoffmann                       | Robin Cousins                     |
| Dames résultats détaillés           | Anett Pötzsch                             | Linda Fratianne                    | Susanna Driano                    |
| Couples résultats détaillés         | Irina Rodnina / Aleksandr Zaïtsev         | Manuela Mager / Uwe Bewersdorf     | Tai Babilonia / Randy Gardner     |
| Danse sur glace résultats détaillés | Natalia Linitchouk / Guennadi Karponossov | Irina Moïsseïeva / Andrei Minenkov | Krisztina Regőczy / András Sallay |

## Tableau des médailles
| Rang  | Nation             | Or | Argent | Bronze | Total |
| ----- | ------------------ | -- | ------ | ------ | ----- |
| 1     | Union soviétique   | 2  | 1      | 0      | 3     |
| 2     | Allemagne de l'Est | 1  | 2      | 0      | 3     |
| 3     | États-Unis         | 1  | 1      | 1      | 3     |
| 4     | Hongrie            | 0  | 0      | 1      | 1     |
| 4     | Italie             | 0  | 0      | 1      | 1     |
| 4     | Royaume-Uni        | 0  | 0      | 1      | 1     |
| Total | Total              | 4  | 4      | 4      | 12    |

## Détails des compétitions

### Messieurs
| Rang | Nom               | Nation               | Places | Points | Fig. impo. | Prog. court | Prog. libre |
| ---- | ----------------- | -------------------- | ------ | ------ | ---------- | ----------- | ----------- |
| 1    | Charles Tickner   | États-Unis           | 17     | 187.32 | 3          | 3           | 2           |
| 2    | Jan Hoffmann      | Allemagne de l'Est   | 18     | 186.86 | 2          | 1           | 3           |
| 3    | Robin Cousins     | Royaume-Uni          | 22     | 186.62 | 4          | 2           | 1           |
| 4    | Vladimir Kovalev  | Union soviétique     | 40     | 182.56 | 1          | 7           | 6           |
| 5    | Igor Bobrin       | Union soviétique     | 47     | 179.44 | 6          | 5           | 5           |
| 6    | David Santee      | États-Unis           | 57     | 177.90 | 5          | 4           | 8           |
| 7    | Fumio Igarashi    | Japon                | 56     | 177.12 | 8          | 6           | 4           |
| 8    | Mitsuru Matsumura | Japon                | 83     | 170.36 | 9          | 8           | 11          |
| 9    | Mario Liebers     | Allemagne de l'Est   | 86     | 168.56 | 7          | 11          | 12          |
| 10   | Brian Pockar      | Canada               | 86     | 169.98 | 12         | 10          | 9           |
| 11   | Scott Hamilton    | États-Unis           | 92     | 168.80 | 11         | 9           | 10          |
| 12   | Vern Taylor       | Canada               | 105    | 166.50 | 15         | 12          | 7           |
| 13   | Konstantin Kokora | Union soviétique     | 110    | 163.92 | 10         | 13          | 13          |
| 14   | Rudi Cerne        | Allemagne de l'Ouest | 127    | 159.16 | 13         | 14          | 14          |
| 15   | Gilles Beyer      | France               | 134    | 154.84 | 14         | 15          | 15          |
| 16   | Brian Meek        | Australie            | 144    | 133.28 | 16         | 16          | 16          |
| 17   | Han Soo-bong      | Corée du Sud         | 153    | 119.80 | 17         | 17          | 17          |

### Dames
| Rang | Nom                       | Nation               | Places | Points | Fig. impo. | Prog. court | Prog. libre |
| ---- | ------------------------- | -------------------- | ------ | ------ | ---------- | ----------- | ----------- |
| 1    | Anett Pötzsch             | Allemagne de l'Est   | 11     |        | 1          | 2           | 3           |
| 2    | Linda Fratianne           | États-Unis           | 16     |        | 3          | 1           | 1           |
| 3    | Susanna Driano            | Italie               | 33     |        | 4          | 6           | 6           |
| 4    | Dagmar Lurz               | Allemagne de l'Ouest | 45     |        | 2          | 10          | 7           |
| 5    | Denise Biellmann          | Suisse               | 52     |        | 16         | 3           | 2           |
| 6    | Elena Vodorezova          | Union soviétique     | 50     |        | 13         | 4           | 5           |
| 7    | Lisa-Marie Allen          | États-Unis           | 48     |        | 14         | 5           | 4           |
| 8    | Emi Watanabe              | Japon                | 77     |        | 6          | 13          | 8           |
| 9    | Priscilla Hill            | États-Unis           | 78     |        | 5          | 8           | 10          |
| 10   | Carola Weißenberg         | Allemagne de l'Est   | 87     |        | 9          | 7           | 9           |
| 11   | Karena Richardson         | Royaume-Uni          | 103    |        | 12         | 11          | 11          |
| 12   | Heather Kemkaran          | Canada               | 118    |        | 10         | 9           | 14          |
| 13   | Claudia Kristofics-Binder | Autriche             | 116    |        | 11         | 12          | 15          |
| 14   | Kristiina Wegelius        | Finlande             | 119    |        | 7          | 16          | 13          |
| 15   | Natalia Strelkova         | Union soviétique     | 132    |        | 15         | 15          | 12          |
| 16   | Danielle Rieder           | Suisse               | 141    |        | 8          | 14          | 18          |
| 17   | Cathie MacFarlane         | Canada               | 159    |        | 17         | 17          | 20          |
| 18   | Astrid Jansen in de Wal   | Pays-Bas             | 165    |        | 22         | 19          | 16          |
| 19   | Karin Riediger            | Allemagne de l'Ouest | 169    |        | 18         | 20          | 19          |
| 20   | Bodil Olsson              | Suède                | 171    |        | 21         | 18          | 17          |
| 21   | Robyn Burley              | Australie            | 190    |        | 20         | 21          | 21          |
| 22   | Choo Young-soon           | Corée du Sud         | 198    |        | 19         | 22          | 22          |
| 23   | Katie Symmonds            | Nouvelle-Zélande     | 206    |        | 23         | 23          | 23          |

### Couples
| Rang    | Nom                                  | Nation               | Places | Points | Prog. court | Prog. libre |
| ------- | ------------------------------------ | -------------------- | ------ | ------ | ----------- | ----------- |
| 1       | Irina Rodnina / Aleksandr Zaïtsev    | Union soviétique     | 9      |        | 1           | 1           |
| 2       | Manuela Mager / Uwe Bewersdorf       | Allemagne de l'Est   | 19     |        | 2           | 2           |
| 3       | Tai Babilonia / Randy Gardner        | États-Unis           | 28     |        | 4           | 3           |
| 4       | Marina Cherkasova / Sergey Shakray   | Union soviétique     | 39     |        | 3           | 4           |
| 5       | Sabine Baeß / Tassilo Thierbach      | Allemagne de l'Est   | 46     |        | 5           | 5           |
| 6       | Ingrid Spieglová / Alan Spiegl       | Tchécoslovaquie      | 50     |        | 6           | 6           |
| 7       | Marina Pestova / Stanislav Leonovich | Union soviétique     | 65     |        | 7           | 7           |
| 8       | Susanne Scheibe / Andreas Nischwitz  | Allemagne de l'Ouest | 71     |        | 8           | 8           |
| 9       | Sheryl Franks / Michael Botticelli   | États-Unis           | 83     |        | 9           | 9           |
| 10      | Gail Hamula / Frank Sweiding         | États-Unis           | 85     |        | 10          | 10          |
| 11      | Lee-Ann Jackson / Paul Mills         | Canada               | 105    |        | 13          | 11          |
| 12      | Sabine Fuchs / Xavier Videau         | France               | 108    |        | 12          | 12          |
| 13      | Gabrielle Beck / Jochen Stahl        | Allemagne de l'Ouest | 113    |        | 14          | 13          |
| 14      | Elizabeth Cain / Peter Cain          | Australie            | 127    |        | 16          | 14          |
| 15      | Kyoko Hagiwara / Sumio Murata        | Japon                | 131    |        | 15          | 15          |
| Abandon | Sherri Baier / Robin Cowan           | Canada               |        |        | 11          |             |

### Danse sur glace
| Rang    | Nom                                         | Nation               | Places | Points | Danses imposées | Danse libre |
| ------- | ------------------------------------------- | -------------------- | ------ | ------ | --------------- | ----------- |
| 1       | Natalia Linitchouk / Guennadi Karponossov   | Union soviétique     | 11     |        | 1               | 1           |
| 2       | Irina Moïsseïeva / Andrei Minenkov          | Union soviétique     | 16     |        | 2               | 2           |
| 3       | Krisztina Regőczy / András Sallay           | Hongrie              | 29     |        | 3               | 3           |
| 4       | Janet Thompson / Warren Maxwell             | Royaume-Uni          | 35     |        | 4               | 4           |
| 5       | Liliana Řeháková / Stanislav Drastich       | Tchécoslovaquie      | 49     |        | 5               | 6           |
| 6       | Lorna Wighton / John Dowding                | Canada               | 48     |        | 6               | 5           |
| 7       | Marina Zueva / Andrei Vitman                | Union soviétique     | 69     |        | 7               | 7           |
| 8       | Carol Fox / Richard Dalley                  | États-Unis           | 69     |        | 8               | 8           |
| 9       | Stacey Smith / John Summers                 | États-Unis           | 82     |        | 9               | 9           |
| 10      | Susi Handschmann / Peter Handschmann        | Autriche             | 93     |        | 11              | 10          |
| 11      | Jayne Torvill / Christopher Dean            | Royaume-Uni          | 92     |        | 10              | 11          |
| 12      | Patricia Fletcher / Michael de la Penotiere | Canada               | 113    |        | 12              | 12          |
| 13      | Stefania Bertele / Walter Cecconi           | Italie               | 114    |        | 13              | 13          |
| 14      | Henriette Fröschl / Christian Steiner       | Allemagne de l'Ouest | 124    |        | 14              | 14          |
| 15      | Muriel Boucher / Yves Malatier              | France               | 135    |        | 15              | 15          |
| 16      | Michiko Abe / Nozomu Sakai                  | Japon                | 144    |        | 16              | 16          |
| Forfait | Kay Barsdell / Kenneth Foster               | Royaume-Uni          |        |        |                 |             |